# 塚田テツヲ
塚田 哲夫（本名：同じ、1980年4月3日 - ）は、日本のバンドGUN-GRU-OWN（ガングルオン）のボーカリスト、ギタリスト。長野県生まれ。牡羊座、O型。

## 略歴
坂城町立坂城中学校卒業。生徒会副会長を務める。長野県上田東高等学校卒業。生徒会会長を務める。
2000年、尚美ミュージックカレッジ専門学校の同級生を中心に、幸せ配達型ロックバンド「せきずい」結成。2010年8月、ボーカルが脱退し「せきずい」の活動休止。2011年3月、ギタリストだった塚田哲夫がボーカリストとなり、残りのメンバー4人でGUN-GRU-OWN（ガングルオン）として再始動。
2013年4月、1stアルバム「SOMEONE'S TALES」をリリース。2014年5月、2ndアルバム「Today」をリリース。2018年3月25日、GUN-GRU-OWNの活動休止。